# 科爾多瓦 (明尼蘇達州)
科爾多瓦（英語：Cordova）是位於美國明尼蘇達州勒蘇爾縣科爾多瓦鎮區的一個非建制地區。

## 地理
科爾多瓦所處的海拔為高於海平面320米（即1050英呎），而該地所採用的時區為UTC-6，即北美中部時區（CST）。同時該地設有夏令時間，為UTC-6調快一小時，即UTC-5（CDT）。